# Салынская волость (Феодосийский уезд)
Салынская волость — административно-территориальная единица в составе Феодосийского уезда Таврической губернии. Образована в 1860-х годах, в результате земской реформы Александра II в основном из поселений упразднённых Кокташской и части Байрачской волостей.

## География
Располагаясь на западе уезда, на границе с Симферопольским уездом. На северо-востоке соседствовала с Шейх-Монакской и на юго-востоке — с Таракташской волостями. Занимала северные склоны Главной, Внутреннюю и Внешнюю гряды Крымских гор от долины Биюк-Карасу до Восточного Булганака

## Население
По данным ревизии 1887 года в деревнях волости проживало 9 591 человек, но в данных ревизии не учтены существовавшие хутора, имения и экономии. Не отражён также национальный состав, известно только, что при преобладании крымскотатарского населения, Изюмовка и Салы были крупными русскими сёлами (русские жили и в других поселениях волости), присутствовали также греки, болгары, немцы и армяне.
Согласно «Памятной книге Таврической губернии 1889 года», по результатам Х ревизии 1887 года, в волости числились следующие селения:

## Состояние на 1892 год
Согласно «…Памятной книжке Таврической губернии на 1892 год» в 38 деревнях волости проживало 6 321 человек, состав, в сравнении с 1887 годом тоже изменился — часть селений отошла к Цюрихтальской волости, некоторые исчезли.
В Бараколе, Султановке, Кошка-Чокраке, Ахмелезе, Курте, Ишуни, Тупле, жителей и домохозяйств не значилось. Также в составе волости числились Армянский и Тупловский монастыри.

## Состояние на 1902 год
По «…Памятной книжке Таврической губернии на 1902 год» в волости зафиксировано 50 различных населённых пунктов и 1 монастырь, в которых проживало 12 344 жителя. Из них было 3 села: Салы с 1375 жителями, Насынкой — с 364, Сартана — 472, и 24 деревни, причём в деревне Бараколь жителей и домохозяйств не числилось.
Также упоминаются деревни Амарет, Ахмелез, Бешуй, Кашка-Чокрак, Мусабие и Чормалык, но никаких статистических данных и пояснений по ним не приведено.
Кроме того, в волости записаны 7 хуторов: Курты — 5 жит., Ишуни — 40, Катырша-Сарай — 13, Ахмелез — 18, Султановка — 5, Верхнее поле — 7, Сейрек-Агач — 35; 8 экономий Каргалык — 35 жит., Шах-Мурза — 50, Толга — 50, Акмелез — 25, Эмарет — 18, Бараколь — 8, Тупла — 55, Еленовка — 25; экономия и хутор Бакаташ — 73 жителя, казармы — Салы — 8, Коб-Алач — 1, «казённая» казарма — 1 и мельница Монтай с 5 жителями. В монастыре Тупла жителей не числилось.

## На 1915 год
По Статистическому справочнику Таврической губернии. Ч.II-я. Статистический очерк, выпуск пятый Феодосийский уезд, 1915 год, в Салынской волости Феодосийского уезда  числилось 60 различных населённых пунктов в которых проживало 10035 человек приписных жителей и 866 — «посторонних»: